# Список фільмів з петлями часу
Список фільмів із часовими петлями, в яких персонажі переживають один і той самий проміжок часу, який постійно обнуляється.

## Список фільмів
| Фільм                           | Рік  | Опис |
| ------------------------------- | ---- | --- |
| Поверніть час назад             | 1933 | Джо потрібен шанс, щоб одружитися з багатою жінкою. Коли він його отримує, щоб прожити життя знову, він знаходить цікаві знахідки і рішення. |
| Повторна вистава                | 1947 | Фільм-нуар оповідає про науково-фантастичну тему, коли жінка стріляє в чоловіка в переддень Нового року, 1946 року. Якщо вона змогла б прожити рік знову, чи буде вона здатна зробити такий же вибір вдруге? |
| Злітна смуга                    | 1962 | Виживанець у Третій світовій війні вирушає в минуле, щоб врятувати своє сьогодення. |
| Мандрівники в часі              | 1964 | Вчені знаходять екран часу для перегляду, що дозволяє їм подорожувати в часі; вони застрягають в постапокаліптичному майбутньому. |
| Десь у часі                     | 1980 | Життя драматурга Річарда Кольєра змінилося після появи таємничої жінки. Він повертається в минуле, щоб бути разом з коханням всього свого життя. |
| Дзеркало для героя              | 1987 | Радянський художній фільм про двох героїв, багаторазово проживають петлю часу в 1949 р в Україні, за сценарієм Надії Корушаной. Кожен з них по-різному пристосовується до суворого післявоєнного часу, поки вони не повертаються назад, переоцінивши своє ставлення до старших. |
| 12:01 вечора                    | 1990 | Перша екранізація оповідання «12:01 вечора» Річарда А. Лупоффа, яке було опубліковане в 1973 р. в журналі The Magazine of Fantasy and Science Fiction. Фільм номінований на премію Оскар. |
| 12:01                           | 1993 | Працівник Баррі Томас змушений переживати найгірший день у своєму житті. |
| День бабака                     | 1993 | Егоцентричний телеметеоролог Філ Коннорс змушений переживати той самий день знову і знову. |
| Різдво щодня                    | 1996 | Егоїстичний підліток змушений переживати Різдво кожен день. |
| Провал у часі                   | 1997 | Психіатр робить кілька поїздок у часі, щоб врятувати жінку, яка була вбита своїм чоловіком. |
| Біжи, Лоло, біжи                | 1998 | Історія розповідає про жінку на ім'я Лола, якій потрібно отримати 100 000 дойчмарок за двадцять хвилин, щоб врятувати життя свого хлопця, кілька разів переставляючи час на 20 хвилин. |
| Викрадачі минулого              | 1999 | Телефільм, в якому репортер помічає, що одні й ті ж особи продовжують з'являтися на фотографіях лих 20-го століття, і робить висновок, що вони — мандрівники в часі. |
| Радіохвиля                      | 2000 | Детектив Джон Салліван розслідує вбивства маніяка. Гроза дозволяє йому спілкуватися з минулим через радіо. Він здатний зв'язатися зі своїм покійним батьком і намагається зупинити серійного вбивцю, як в минулому, так і в сьогоденні. |
| Донні Дарко                     | 2001 | До Донні Дарко, неспокійного підлітка, наближається постать в жахливому костюмі кролика, яка розповідає йому, що світ закінчиться через 28 днів. Він повинен несвідомо пережити близько місяця свого життя, щоб врятувати сім'ю. |
| Ефект метелика                  | 2004 | Еван Треборн часто непритомнює та виявляє, що він може подорожувати у часі, читаючи свій щоденник. |
| Вже вчора                       | 2004 | Італійська телезірка, яка знімає документальний фільм, переживає 13 серпня знову і знову. |
| Гаррі Поттер і в'язень Азкабану | 2004 | Гаррі Поттер і Герміона Грейнджер повертаються назад у часі на три години в минуле та випадково стимулюють деякі події, які були помічені самі по собі, такі як Гаррі врятував своє власне життя. |
| Детонатор                       | 2004 | Двоє вчених випадково дізнаються про подорож у часі і використовують її, щоб заробити гроші на фондовому ринку, з непередбаченими наслідками. Історія про зраду дружби. |
| Шкуродер                        | 2005 | Фільм-слешер, в якому група сучасних підлітків відправляються у 1981 рік і відкривають для себе літній табір, який застряг у петлі часу, переживаючи день про божевільного вбивцю. |
| Нескінченне Різдво              | 2006 | У цьому фільмі, римейку Різдво кожен день, в головній ролі Джей Мор, батько, повинен повторити Різдво знову і знову, поки не розуміє, який він егоїст, тим самим змінивши свій життєвий шлях. |
| Дежа Вю                         | 2006 | Спеціальний агент Дуг Карлін вирушає досліджувати теракт і виявляє групу вчених з часовим вікном, щоб допомогти слідству. |
| Вторсировина                    | 2006 | Клер зустрічає жах і вбивство після закінчення робочого дня в магазині, не один раз, але багато разів. Офіційний вибір фестивалю Sundance 2006 р. |
| Останні дні літа                | 2007 | 11-річний Люк загадує бажання, щоб кожен день став останнім днем літа. |
| Злочини у часі                  | 2007 | Гектор, чоловік середніх років, переслідується незнайомцем. Він зустрічає вченого з машиною часу, та намагається втекти від переслідувача. |
| Трикутник                       | 2009 | Група друзів пливуть на човні і стають на мілину через шторм. Вони виявляють круїзне судно, яке викликає їх, щоб випробувати ряд повторюваних подій. |
| Ті, що повторюють реальність    | 2010 | Група в'язнів в реабілітаційному центрі змушені повторювати той же день знову і знову. |
| 12 різдвяних побачень           | 2011 | Кейт переживає Святвечір (у тому числі побачення наосліп з людиною на ім'я Майлз) знову і знову. Вона повинна дізнатися, як розірвати порочне коло. Потрібно спробувати повернути екс-бойфренда Джека, переслідувати Майлза чи щось ще? |
| Початковий код                  | 2011 | Капітан Колтер Стівенс неодноразово направляється назад у часі, щоб визначити терориста в результаті теракту в цілях запобігання другого ядерного удару по Чикаго. |
| Петля часу                      | 2012 | Джо — найманий вбивця, який ліквідує жертви з майбутнього, в якому подорожі у часі незаконні. Але що йому робити, коли на місці жертви опиниться його майбутнє «я»? |
| Коханий з майбутнього           | 2013 | Романтична кінокомедія про молодого чоловіка з особливою здатністю подорожувати в часі, який намагається змінити своє минуле для того, щоб поліпшити своє майбутнє. |
| Одиннадцята година              | 2013 | Група дослідників часу за допомогою глибоководної установки роблять свій перший тестовий запуск на 24 години у майбутнє, де виявляють, що об'єкт близький до руйнації. Вони тікають назад у теперішнє, але мають менше доби, щоб запобігти трагедії. |
| +1                              | 2013 | Коледж-тусовщики зіткнулися зі своїми дублікатами. |
| На межі майбутнього             | 2014 | Майор Вільям Кейдж і спецпризначенка Рита Вратаскі об'єднуються у команду, щоб боротися з ворожою іншопланетною расою, відомої як міміки, постійно повертаючись до повторюваних моментів історії. |
| Інтерстеллар                    | 2014 | Після потрапляння в чорну діру астронавт маніпулює минулим, щоб врятувати Землю. |
| Безмежна людина                 | 2014 | Спроби людини побудувати романтичний уїк-енд має неприємні наслідки, коли його прагнення до досконалості опиняються в нескінченному циклі. |
| Передчасність                   | 2014 | Роб, старшокласник, постійно прокидається вранці в один з найважливіших днів у своєму житті кожного разу, коли цей день закінчується. |
| Останні дівчата                 | 2015 | |
| Доктор Стрендж                  | 2016 | |
| Дім дивних дітей міс Сапсан     | 2016 | |
| Матриця часу                    | 2017 | |
| Щасливий день смерті            | 2017 | |
| Щасливий день смерті 2          | 2019 | |
| Матрьошка (1-й сезон)           | 2019 | Головна героїня та її знайомий гинуть внаслідок нещасних випадків тощо і повертаються в один і той самий момент минулого. |
| Зависнути у Палм-Спрінгс        | 2020 | |
| Boss Level: Врятувати колишню   | 2021 | Відставний спецпризначенець Рой Палвер опиняється в пастці зловісної урядової програми нескінченної часової петлі, що веде його до смерті. |
| Карта ідеальних дрібниць        | 2021 | Двоє підлітків неодноразово проживають один і той самий день. |
| Мила зустріч                    | 2022 | Уродженка Мангеттена Шейла знаходить у манікюрному салоні машину часу і використовує її, щоб постійно відтворювати елементи побачення, яке відбулося минулої ночі. |
| До світанку                     | 2025 | Через рік після таємничого зникнення своєї сестри Мелані, Кловер та її друзі вирушають у віддалену долину, де вона зникла, на пошуки відповідей. Вони виявляються жахливо вбитими, але прокидаються і виявляють, що повернулися назад на початку того ж вечора. У пастці в долині вони змушені переживати кошмар знову і знову - тільки щоразу загроза вбивці інша, кожна страшніша за попередню, і єдиний спосіб врятуватися - це дожити до світанку. |